# Van Buren (Maine)
Van Buren – miasto w Stanach Zjednoczonych, w stanie Maine, w hrabstwie Aroostook. Zostało ono nazwane na cześć prezydenta USA Martina Van Burena